# Steingrímur J. Sigfússon
Steingrímur Jóhann Sigfússon, né le 4 août 1955 à Gunnarsstaðir (Islande), est un homme politique islandais, qui était le président du Mouvement des verts et de gauche depuis sa fondation en 1996 jusqu'au 2013 quand il est remplacé par Katrín Jakobsdóttir.

## Vie privée
Géologue de formation, diplômé de l'Université d'Islande, il est marié à Bergný Marvinsdóttir et père de quatre enfants.

## Parcours politique
Député à l'Althing (parlement islandais) en 1983, il est ministre de l'Agriculture et des Communications de 1988 à 1991, en tant que membre du Parti social-démocrate.
En 1999, il refuse de rejoindre l'Alliance sociale-démocrate (Sam), dénonçant son programme qu'il juge trop libéral, et fonde un nouveau parti, le Mouvement des verts et de gauche (Vg), dont il devient président. Lors des législatives de la même année, le Vg décroche 6 sièges sur 63 au parlement. Il ne cessera de progresser aux scrutins de 2003 et 2007.
En 2006, il soutint la fin de la présence militaire des États-Unis en Islande, même s'il pensait que cela aurait dû être à son pays et non à l'administration Bush de prendre cette initiative. Après le départ des militaires américains de la base de Keflavik, il a soutenu que le gouvernement ne devait pas en profiter pour créer une armée islandaise, qu'il juge inutile.
Le 1er février 2009, soit dix ans après la création de son parti et dix-huit ans après avoir quitté le gouvernement, Steingrímur J. Sigfússon est nommé ministre des Finances et ministre de la Pêche et de l'Agriculture dans le premier cabinet de la sociale-démocrate Jóhanna Sigurðardóttir, formé afin de diriger l'Islande jusqu'aux législatives anticipées du 25 avril.
À la suite de la victoire de la coalition de gauche, il est confirmé à son poste de ministre des Finances dans le gouvernement Sigurðardóttir II, qui prend officiellement ses fonctions le 10 mai 2009, mais quitte le ministère de l'Agriculture.